# Palaquium thwaitesii
Palaquium thwaitesii är en tvåhjärtbladig växtart som beskrevs av Henry Trimen. Palaquium thwaitesii ingår i släktet Palaquium och familjen Sapotaceae. IUCN kategoriserar arten globalt som sårbar.
Artens utbredningsområde är Sri Lanka. Inga underarter finns listade i Catalogue of Life.